# Dysphania mars
Dysphania mars är en fjärilsart som beskrevs av Jean Baptiste Boisduval 1832. Dysphania mars ingår i släktet Dysphania och familjen mätare. Inga underarter finns listade i Catalogue of Life.